# 波恩火车总站
波恩火车总站（德語：Bonn Hauptbahnhof）是德国北莱茵-威斯特法伦州城市波恩的一座火车总站，有莱茵河左岸铁路在此经过，并且是福莱费尔铁路的起讫点。它在德国铁路车站分级中被归类为二等车站，可办理城际列车、欧城列车及城际快车的乘降。在德国铁路车站的下方则设有一座波恩城铁的地铁站。波恩火车总站日均约有70班长途列车及165班短途列车停靠。约40000人次的旅客每日使用该站到发或换乘。

## 历史

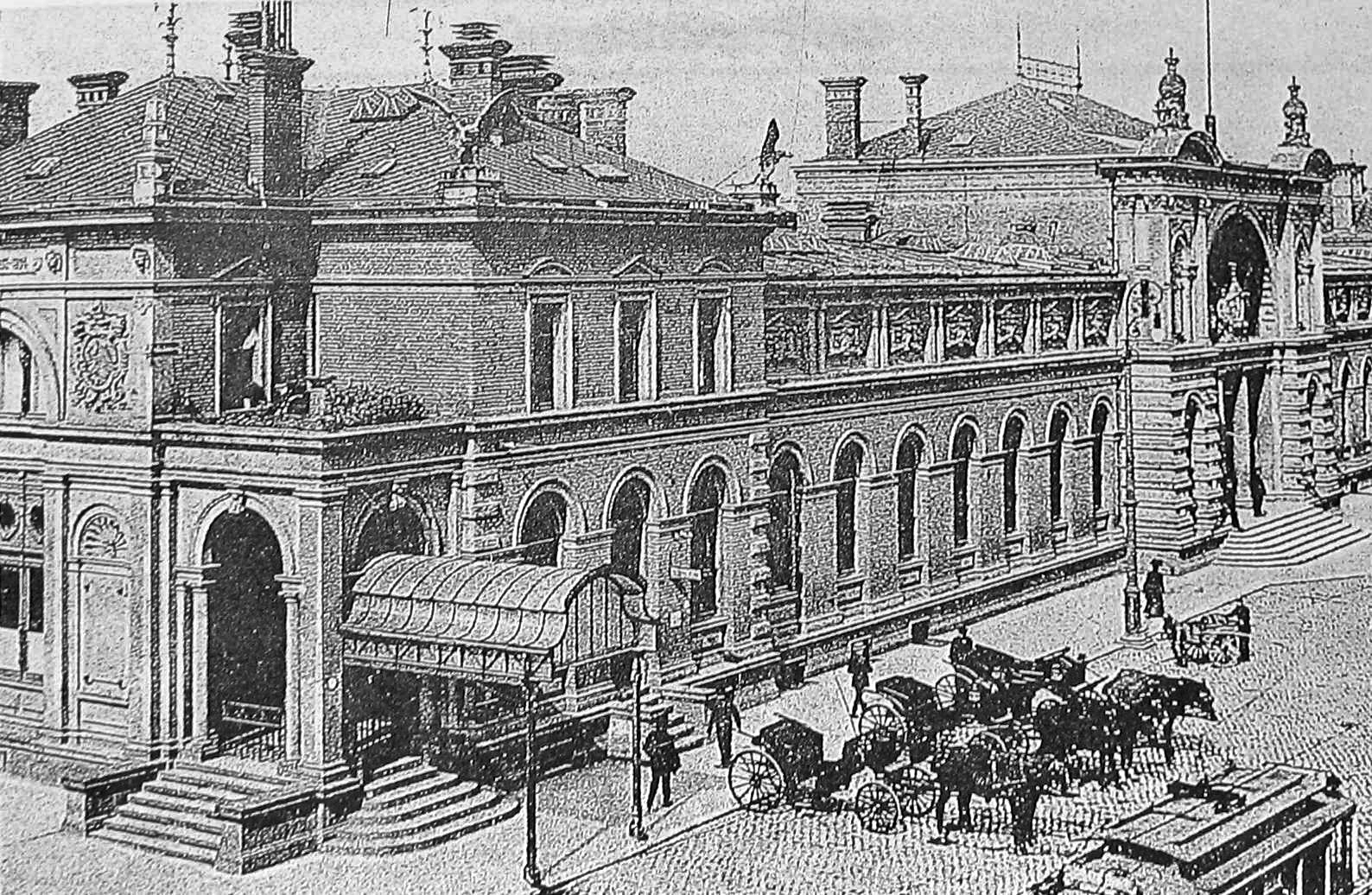
1900的波恩车站

波恩的首座火车站是作为兴建波恩至科隆间的莱茵河左岸铁路的一部分，由波恩－科隆铁路公司在1844年建成通车。大约十年后，在1856年1月21日，莱茵河左岸铁路的南部终点从波恩延长至罗兰塞克车站投入运营。自1870年起，连接莱茵河右岸的波恩-奥伯卡塞尔火车渡轮也接入波恩车站。随着通往奧伊斯基興的福莱费尔铁路于1886年6月建成通车，车站才最终发展成为铁路枢纽。在1883年至1884年期间，一座新的车站大楼落成，它在如今已受到建筑文物保护。
在波恩于1949年成为联邦首都后，车站的重要性实现跨越式增长。许多政治家和政府雇员都利用铁路出行，初期甚至有参加国事访问的宾客在此乘降。因此在1954年11月8日，埃塞俄比亚皇帝海尔·塞拉西一世便作为首位访问联邦德国的外国元首搭乘专列前往波恩，并在车站的1道旁受到联邦总统特奥多尔·豪斯的热烈欢迎。

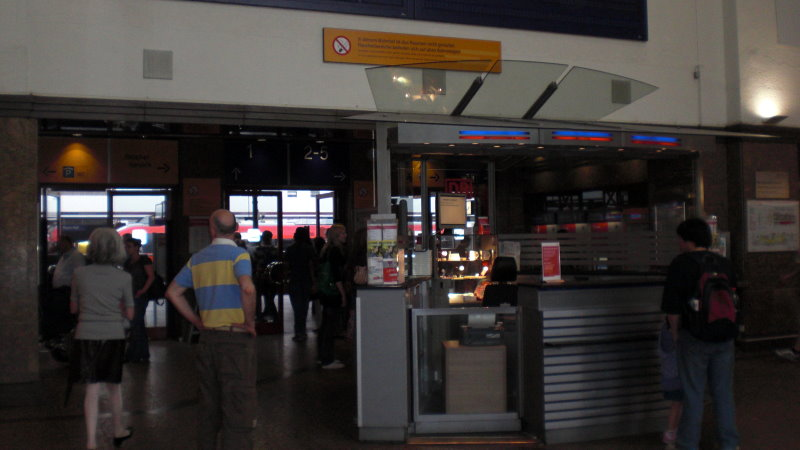
车站大堂，问询点视角

随着波恩的行政区划经过1969年的合并后日渐增大，以及波恩范围内陆续建有巴特戈德斯贝格、贝埃尔、杜伊斯多夫、奥伯卡塞尔和梅勒姆等车站后，原波恩车站在1971年夏天正式更名为“波恩火车总站”。
客运站场的西北侧作为车站一部分，由如今已废弃的货运站场和一个小型编组站所组成。至2001年12月12日，一些设施改由铁路联邦局接管，时至今日已有部分拆除。剩余的轨道则用于货运列车的检修，并作为动力集中式客运列车的停车场和货运车厢的存放槽使用。
毗邻火车总站有一座沿用至1985年的莱茵河岸车站，它本由科隆－波恩铁路股份公司所运营。作为1970年代初城铁建设的一部分，车站前地的既有建筑被拆毁并进行重新设计。站前广场的设计很快便成为波恩公众激烈争论的主题，并为此提出对应的若干措施。
在1980年代至1990年代初的科隆－莱茵/美因高速铁路的规划阶段中，对于计划新建铁路的线路走向是否应经过波恩火车总站一直备受争议。优先考虑的是在城内建设一条地下隧道。这条隧道应该始于北部外围，并允许列车在火车总站离地35米的深度停靠。在向下穿越政府办公区和莱茵河之后，路线应最终来到七岭山，并从那里沿原德国联邦铁路所青睐的“0号方案（Variante 0）”，经由兰河畔林堡一直延伸至法兰克福。这种方案的额外成本估计约为5亿欧元。除此以外，一项经由波恩-贝埃尔车站的走向方案也进行了讨论。这将是潜入艾吉迪恩贝格附近洛格溪下方的线路，在3号高速公路附近有一条长约14公里的隧道。最终，波恩只能采取间接经过：自波恩火车总站藉由城铁线路（66号线）抵达锡格堡/波恩车站，并在那里实现与高速铁路的相连。尽管这使得波恩大部分的城际快车线路被引至锡格堡/波恩车站，但波恩火车总站时至今日仍然是一个重要的长途运输站点。
2012年12月，在紧邻站房的站台（1道）发现有一个带引爆装置的废弃袋子。车站随即进行封锁并成功拆除了引爆装置。
作为福莱费尔铁路扩容和升级工程的一部分，原货运站场在2013年下半年新架设了2条轨道和6个转辙器，从而可将运行于福莱费尔铁路的列车和运行于莱茵河左岸铁路的列车分离运行。自2015年秋季起，车站顶棚将斥资870万欧元进行翻新，同时还将安装新的排水系统和更换架空电缆。

## 运营

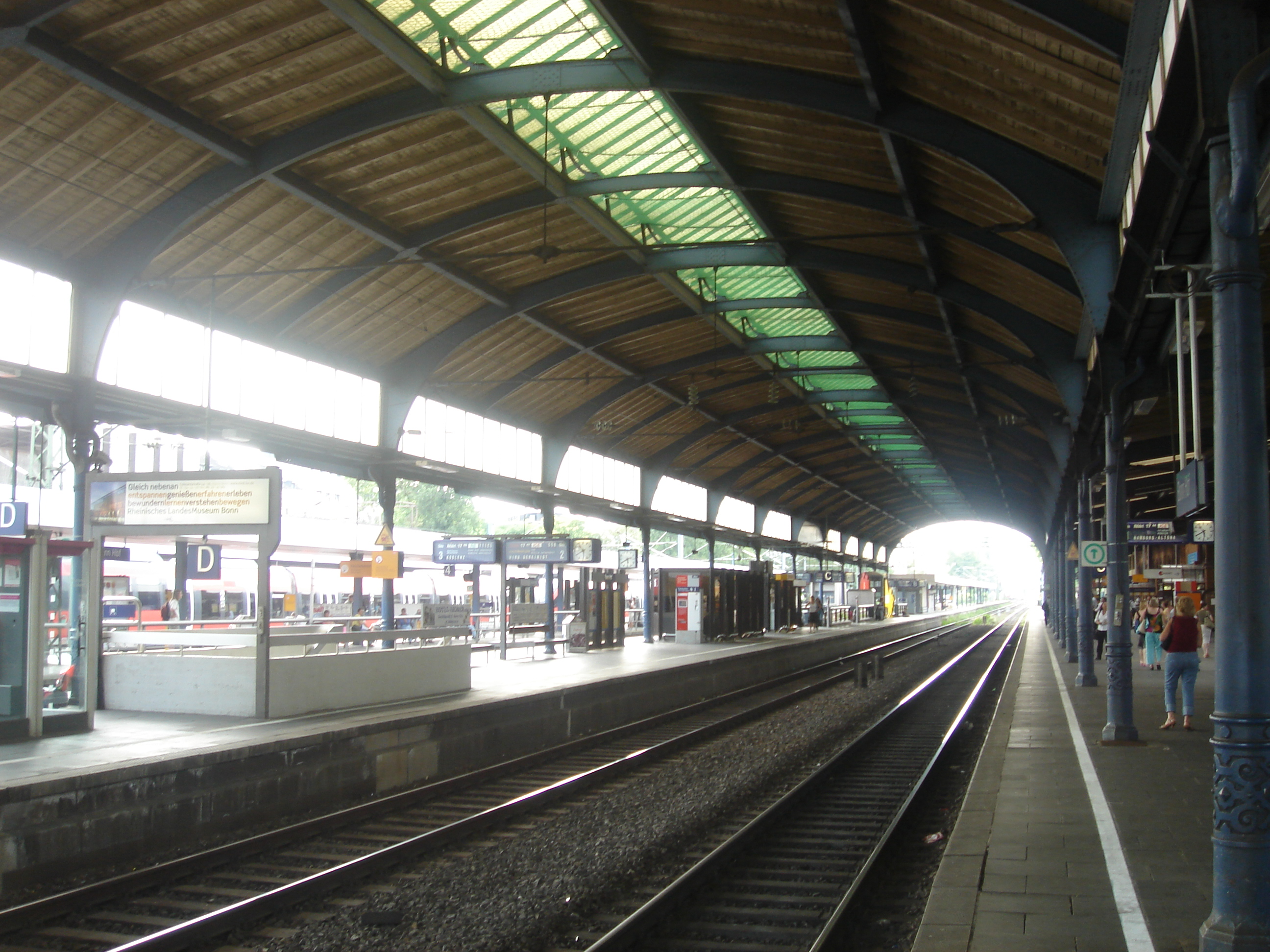
到发厅内的1道及2道

波恩火车总站是波恩最重要的火车站。它共设有5条到发线，站台高度为76厘米。其中一站台（1至3道）的长度为400米，二站台（4至5道）的长度则为200米或255米。因此后者无法办理长途列车乘降。在一般情况下，往科隆方向的所有短途或长途列车会在1道停靠。仅有的例外是在波恩终到的城际快车以及在波恩终到、来自科隆方向的中莱茵铁路列车会在2道停靠。此外，由莱茵-阿尔铁路运营的班次也会在2道停靠。向南发往科布伦茨方向的所有短途或长途列车都从3道出发——除了莱茵-阿尔铁路班次，4道供经由雷马根往返于阿尔布吕克的列车使用。5道则是运行于福莱费尔铁路的所有短途列车的起讫点。

### 长途列车
每日约有80班长途列车在波恩火车总站停靠。车站提供下列长途线路的连接：
| 线路     | 走向 | 走向 | 走向 | 走向 | 发车间隔  |
| -------- | --- | --- | --- | --- | --------- |
| ICE 10   | 柏林 － 汉诺威 － 比勒费尔德 － 哈姆 － 哈根 － 伍珀塔尔 － 科隆 － 波恩 － 科布伦茨 | 柏林 － 汉诺威 － 比勒费尔德 － 哈姆 － 哈根 － 伍珀塔尔 － 科隆 － 波恩 － 科布伦茨 | 柏林 － 汉诺威 － 比勒费尔德 － 哈姆 － 哈根 － 伍珀塔尔 － 科隆 － 波恩 － 科布伦茨 | 柏林 － 汉诺威 － 比勒费尔德 － 哈姆 － 哈根 － 伍珀塔尔 － 科隆 － 波恩 － 科布伦茨 | 个别班次  |
| ICE 31   | 汉堡 － 不来梅 － 明斯特 － 多特蒙德 － 哈根 － 伍珀塔尔 － 索林根 － 科隆 － 波恩 － 科布伦茨 － 美因茨 － 法兰克福 － 维尔茨堡 － 纽伦堡 － 慕尼黑 | 汉堡 － 不来梅 － 明斯特 － 多特蒙德 － 哈根 － 伍珀塔尔 － 索林根 － 科隆 － 波恩 － 科布伦茨 － 美因茨 － 法兰克福 － 维尔茨堡 － 纽伦堡 － 慕尼黑 | 汉堡 － 不来梅 － 明斯特 － 多特蒙德 － 哈根 － 伍珀塔尔 － 索林根 － 科隆 － 波恩 － 科布伦茨 － 美因茨 － 法兰克福 － 维尔茨堡 － 纽伦堡 － 慕尼黑 | 汉堡 － 不来梅 － 明斯特 － 多特蒙德 － 哈根 － 伍珀塔尔 － 索林根 － 科隆 － 波恩 － 科布伦茨 － 美因茨 － 法兰克福 － 维尔茨堡 － 纽伦堡 － 慕尼黑 | 每小时1班 |
| ICE 91   | 多特蒙德 － 波鸿 － 埃森 － 杜伊斯堡 － 杜塞尔多夫 － | 科隆 － 波恩 － 科布伦茨 － 美因茨 － 法兰克福机场 － 法兰克福 － 维尔茨堡 － 纽伦堡 － 雷根斯堡 － 帕绍 － 林茨 － 维也纳 | 科隆 － 波恩 － 科布伦茨 － 美因茨 － 法兰克福机场 － 法兰克福 － 维尔茨堡 － 纽伦堡 － 雷根斯堡 － 帕绍 － 林茨 － 维也纳 | 科隆 － 波恩 － 科布伦茨 － 美因茨 － 法兰克福机场 － 法兰克福 － 维尔茨堡 － 纽伦堡 － 雷根斯堡 － 帕绍 － 林茨 － 维也纳 | 两小时1班 |
| ICE 91   | 汉堡 － 不来梅 － 明斯特 － 多特蒙德 － 哈根 － 伍珀塔尔 － 索林根 － | 科隆 － 波恩 － 科布伦茨 － 美因茨 － 法兰克福机场 － 法兰克福 － 维尔茨堡 － 纽伦堡 － 雷根斯堡 － 帕绍 － 林茨 － 维也纳 | 科隆 － 波恩 － 科布伦茨 － 美因茨 － 法兰克福机场 － 法兰克福 － 维尔茨堡 － 纽伦堡 － 雷根斯堡 － 帕绍 － 林茨 － 维也纳 | 科隆 － 波恩 － 科布伦茨 － 美因茨 － 法兰克福机场 － 法兰克福 － 维尔茨堡 － 纽伦堡 － 雷根斯堡 － 帕绍 － 林茨 － 维也纳 | 两小时1班 |
| EC/IC 30 | 汉堡 － 不来梅 － 明斯特 － 多特蒙德 － 波鸿 － 埃森 － 杜伊斯堡 － 杜塞尔多夫 － 科隆 － 波恩 － 科布伦茨 － 美因茨 － 曼海姆 － | 汉堡 － 不来梅 － 明斯特 － 多特蒙德 － 波鸿 － 埃森 － 杜伊斯堡 － 杜塞尔多夫 － 科隆 － 波恩 － 科布伦茨 － 美因茨 － 曼海姆 － | 卡尔斯鲁厄 － 弗赖堡 － 巴塞尔巴登 － 巴塞尔瑞士 － 苏黎世 － 库尔 | 卡尔斯鲁厄 － 弗赖堡 － 巴塞尔巴登 － 巴塞尔瑞士 － 苏黎世 － 库尔 | 两小时1班 |
| EC/IC 30 | 汉堡 － 不来梅 － 明斯特 － 多特蒙德 － 波鸿 － 埃森 － 杜伊斯堡 － 杜塞尔多夫 － 科隆 － 波恩 － 科布伦茨 － 美因茨 － 曼海姆 － | 汉堡 － 不来梅 － 明斯特 － 多特蒙德 － 波鸿 － 埃森 － 杜伊斯堡 － 杜塞尔多夫 － 科隆 － 波恩 － 科布伦茨 － 美因茨 － 曼海姆 － | 海德堡 － 斯图加特 | | 两小时1班 |
| IC 31    | 基尔 － 汉堡达姆门 － | 汉堡 － 不来梅 － 明斯特 － 多特蒙德 － 哈根 － 伍珀塔尔 － 索林根 － 科隆 － 波恩 － 科布伦茨 － 美因茨 － 法兰克福 － 维尔茨堡 － 纽伦堡 － 雷根斯堡 － 帕绍 | 汉堡 － 不来梅 － 明斯特 － 多特蒙德 － 哈根 － 伍珀塔尔 － 索林根 － 科隆 － 波恩 － 科布伦茨 － 美因茨 － 法兰克福 － 维尔茨堡 － 纽伦堡 － 雷根斯堡 － 帕绍 | 汉堡 － 不来梅 － 明斯特 － 多特蒙德 － 哈根 － 伍珀塔尔 － 索林根 － 科隆 － 波恩 － 科布伦茨 － 美因茨 － 法兰克福 － 维尔茨堡 － 纽伦堡 － 雷根斯堡 － 帕绍 | 个别班次  |
| IC 31    | 费马恩-伯格 － 吕贝克 － | 汉堡 － 不来梅 － 明斯特 － 多特蒙德 － 哈根 － 伍珀塔尔 － 索林根 － 科隆 － 波恩 － 科布伦茨 － 美因茨 － 法兰克福 － 维尔茨堡 － 纽伦堡 － 雷根斯堡 － 帕绍 | 汉堡 － 不来梅 － 明斯特 － 多特蒙德 － 哈根 － 伍珀塔尔 － 索林根 － 科隆 － 波恩 － 科布伦茨 － 美因茨 － 法兰克福 － 维尔茨堡 － 纽伦堡 － 雷根斯堡 － 帕绍 | 汉堡 － 不来梅 － 明斯特 － 多特蒙德 － 哈根 － 伍珀塔尔 － 索林根 － 科隆 － 波恩 － 科布伦茨 － 美因茨 － 法兰克福 － 维尔茨堡 － 纽伦堡 － 雷根斯堡 － 帕绍 | 个别班次  |
| EC/IC 32 | 格拉茨 － 莱奥本 － 萨尔茨堡 － 罗森海姆 － 慕尼黑 － 奥格斯堡 － 乌尔姆 － 斯图加特 － 海德堡 － 曼海姆 － 美因茨 － 科布伦茨 － 波恩 － 科隆 － 杜塞尔多夫 － 杜伊斯堡 － 埃森 － 波鸿 － 多特蒙德 － 哈姆 － 比勒费尔德 － 汉诺威 － 沃尔夫斯堡 － 柏林 － 德累斯顿 | 格拉茨 － 莱奥本 － 萨尔茨堡 － 罗森海姆 － 慕尼黑 － 奥格斯堡 － 乌尔姆 － 斯图加特 － 海德堡 － 曼海姆 － 美因茨 － 科布伦茨 － 波恩 － 科隆 － 杜塞尔多夫 － 杜伊斯堡 － 埃森 － 波鸿 － 多特蒙德 － 哈姆 － 比勒费尔德 － 汉诺威 － 沃尔夫斯堡 － 柏林 － 德累斯顿 | 格拉茨 － 莱奥本 － 萨尔茨堡 － 罗森海姆 － 慕尼黑 － 奥格斯堡 － 乌尔姆 － 斯图加特 － 海德堡 － 曼海姆 － 美因茨 － 科布伦茨 － 波恩 － 科隆 － 杜塞尔多夫 － 杜伊斯堡 － 埃森 － 波鸿 － 多特蒙德 － 哈姆 － 比勒费尔德 － 汉诺威 － 沃尔夫斯堡 － 柏林 － 德累斯顿 | 格拉茨 － 莱奥本 － 萨尔茨堡 － 罗森海姆 － 慕尼黑 － 奥格斯堡 － 乌尔姆 － 斯图加特 － 海德堡 － 曼海姆 － 美因茨 － 科布伦茨 － 波恩 － 科隆 － 杜塞尔多夫 － 杜伊斯堡 － 埃森 － 波鸿 － 多特蒙德 － 哈姆 － 比勒费尔德 － 汉诺威 － 沃尔夫斯堡 － 柏林 － 德累斯顿 | 两小时1班 |
| IC 35    | 诺尔德代希防波堤 － 埃姆登 － 赖内 － 明斯特 － 盖尔森基兴 － 奥伯豪森 － 杜伊斯堡 － 杜塞尔多夫 － 科隆 － 波恩 － 科布伦茨 － 美因茨 － 沃尔姆斯 － 曼海姆 － 卡尔斯鲁厄 － 巴登-巴登 － 奥芬堡 － 多瑙艾辛根 － 辛根 － 康斯坦茨                                    | 诺尔德代希防波堤 － 埃姆登 － 赖内 － 明斯特 － 盖尔森基兴 － 奥伯豪森 － 杜伊斯堡 － 杜塞尔多夫 － 科隆 － 波恩 － 科布伦茨 － 美因茨 － 沃尔姆斯 － 曼海姆 － 卡尔斯鲁厄 － 巴登-巴登 － 奥芬堡 － 多瑙艾辛根 － 辛根 － 康斯坦茨                                    | 诺尔德代希防波堤 － 埃姆登 － 赖内 － 明斯特 － 盖尔森基兴 － 奥伯豪森 － 杜伊斯堡 － 杜塞尔多夫 － 科隆 － 波恩 － 科布伦茨 － 美因茨 － 沃尔姆斯 － 曼海姆 － 卡尔斯鲁厄 － 巴登-巴登 － 奥芬堡 － 多瑙艾辛根 － 辛根 － 康斯坦茨                                    | 诺尔德代希防波堤 － 埃姆登 － 赖内 － 明斯特 － 盖尔森基兴 － 奥伯豪森 － 杜伊斯堡 － 杜塞尔多夫 － 科隆 － 波恩 － 科布伦茨 － 美因茨 － 沃尔姆斯 － 曼海姆 － 卡尔斯鲁厄 － 巴登-巴登 － 奥芬堡 － 多瑙艾辛根 － 辛根 － 康斯坦茨                                    | 个别班次  |
| IC 55    | 莱比锡 － 马格德堡 － 布伦瑞克 － 汉诺威 － 比勒费尔德 － 哈姆 － 多特蒙德 － 波鸿 － 埃森 － 杜伊斯堡 － 杜塞尔多夫 － 科隆 － 波恩 － 科布伦茨 － 美因茨 － 曼海姆 － 海德堡 － 斯图加特 － 乌尔姆 － 梅明根 － 肯普滕 － 奥伯斯多夫                                 | 莱比锡 － 马格德堡 － 布伦瑞克 － 汉诺威 － 比勒费尔德 － 哈姆 － 多特蒙德 － 波鸿 － 埃森 － 杜伊斯堡 － 杜塞尔多夫 － 科隆 － 波恩 － 科布伦茨 － 美因茨 － 曼海姆 － 海德堡 － 斯图加特 － 乌尔姆 － 梅明根 － 肯普滕 － 奥伯斯多夫                                 | 莱比锡 － 马格德堡 － 布伦瑞克 － 汉诺威 － 比勒费尔德 － 哈姆 － 多特蒙德 － 波鸿 － 埃森 － 杜伊斯堡 － 杜塞尔多夫 － 科隆 － 波恩 － 科布伦茨 － 美因茨 － 曼海姆 － 海德堡 － 斯图加特 － 乌尔姆 － 梅明根 － 肯普滕 － 奥伯斯多夫                                 | 莱比锡 － 马格德堡 － 布伦瑞克 － 汉诺威 － 比勒费尔德 － 哈姆 － 多特蒙德 － 波鸿 － 埃森 － 杜伊斯堡 － 杜塞尔多夫 － 科隆 － 波恩 － 科布伦茨 － 美因茨 － 曼海姆 － 海德堡 － 斯图加特 － 乌尔姆 － 梅明根 － 肯普滕 － 奥伯斯多夫                                 | 个别班次  |

### 短途列车
波恩火车总站开办有1条区域快车线路、多条区域列车线路和1条S-Bahn线路。
| 线路   | 走向 | 间隔           | 名称          | 运营             |
| ------ | --- | -------------- | ------------- | ---------------- |
| RE 5   | 埃默里希 – 普列斯特 – 雷斯附近米林根 (两小时1班) – 恩佩尔-雷斯 – 哈尔德恩 (两小时1班) – 梅尔霍格 – 韦塞尔-费尔德马克 – 韦塞尔 – 弗里德里希费尔德 (两小时1班) – 福尔德 – 丁斯拉肯 – 奥伯豪森-霍尔滕 (两小时1班) – 奥伯豪森-斯特克拉德 – 奥伯豪森 – 杜伊斯堡 – 杜塞尔多夫机场 – 杜塞尔多夫 – 杜塞尔多夫-本拉特 – 勒沃库森 – 科隆-米尔海姆 – 科隆展会/道依茨 – 科隆 – 科隆南 – 布吕尔 – 波恩 – 波恩-巴特戈德斯贝格 – 奥伯温特 – 雷马根 – 辛齐希 – 巴特布赖西希 – 安德纳赫 – 科布伦茨市中心 – 科布伦茨 | 60分钟         | 莱茵快车      | DB Regio NRW     |
| MRB 26 | 科隆展会/道依茨 – 科隆 – 科隆西 – 科隆南 – 许尔特-卡尔绍伊伦 – 布吕尔 – 塞希滕 – 罗伊斯多夫 – 波恩 – 波恩-巴特戈德斯贝格 – 波恩-梅勒姆 – 罗兰塞克 – 奥伯温特 – 雷马根 – 辛齐希 – 巴特布赖西希 – 布罗尔 – 纳梅迪 – 安德纳赫 – 魏森屯 – 乌尔米茨 – 科布伦茨市中心 – 科布伦茨 (继续担当MRB 32 科布伦茨 – 宾根– 美因茨) | 60分钟         | 中莱茵列车    | trans regio      |
| RB 30  | 波恩 – 波恩-巴特戈德斯贝格 – 波恩-梅勒姆 – 罗兰塞克 – 奥伯温特 – 雷马根 – 巴特博登多夫 – 海默斯海姆 – 巴特诺恩阿尔 – 阿尔魏勒 – 阿尔魏勒市集 – 瓦尔珀茨海姆 – 德尔瑙 – 雷希 – 迈绍斯 – 阿尔特纳尔 – 克罗伊茨贝格 – 阿尔布吕克 | 60分钟         | 莱茵-阿尔列车 | DB Regio Südwest |
| RB 48  | 伍珀塔尔 – 伍珀塔尔-佛文克尔 – 格鲁伊滕 – 哈安 – 索林根 – 莱希林根 – 奥普拉登 – 勒沃库森-施勒布施 – 科隆-米尔海姆 – 科隆展会/道依茨 – 科隆 – 科隆西 – 科隆南 – 布吕尔 – 塞希滕 – 罗伊斯多夫 – 波恩 – 波恩-巴特戈德斯贝格 – 波恩-梅勒姆 （– 罗兰塞克 – 奥伯温特 – 雷马根） | 30分钟         | 莱茵-伍珀列车 | DB Regio NRW     |
| S 23   | 波恩 – 波恩-恩德尼希北 – 波恩赫姆霍尔茨大街 – 波恩-杜伊斯多夫 – 阿尔夫特-因佩科文 – 阿尔夫特-维特施立克 – 科滕福斯特 – 梅肯海姆工业园 – 梅肯海姆-梅尔 – 梅肯海姆 – 莱茵巴赫罗马运河 – 莱茵巴赫 （– 奥登多夫 – 库申海姆 – 奥伊斯基兴） 与个别班次结合成RB23直至巴特明斯特艾费尔 | 15(/30/60)分钟 | 福莱费尔列车  | DB Regio NRW     |

## 城铁（波恩火车总站地铁站）
车站大楼的下方设有一座由波恩城铁运营的地铁站。这座共4条到发线的车站是在1979年4月投入使用，并在四年后通过隧道实现与巴特戈德斯贝格的相连。地铁站被设计成南北轴线和东西轴线的地下交汇点，每日约有50000名旅客进出。往北部有两条接入线路（去往波恩西站及去往市政厅），往南则有三条线路相连（去往大学/市集方向、去往多滕多夫方向以及尚未启用、计划中的哈特贝格铁路）。东西方向的列车与南北方向的列车在这里可以实现同站台换乘。由于南侧的3条连接线只有1条投入使用，这使得设施目前的接纳压力较大。通往多滕多夫方向的隧道套管可以用作车辆调头设施，用于哈特贝格铁路的设施在关闭前曾是波恩最后仅存的8字形轴线。站内的四条轨道分居两座岛式月台的两侧，其中原本的东西线（B轴线）会停靠内侧的两条轨道，南北线（A轴线）会停靠外侧的两条轨道。
该地铁站是根据当时未来主义的标准进行设计，其中银灰色（天花板和外墙）和蓝色（地板及内壁）占主导地位。在外墙上可以找到所谓的“波恩艺术轨道”（Kunstschiene Bonn）主题图案，这是由画家海因茨-约阿希姆·西姆扎克所发起及推行，并在1999年3月对公众开放。它包括有来自世界各地的地铁标识、1990年代安装在内壁的世界主要宗教符号和各种神灵的儿童画作。此外，地铁站还可作为用于三防（防核、防生物及防化学武器）紧急情况的避难所。它拥有自身的水、电供应和卫生设施（厕所及淋浴）。但由于仅进行最低限度的维护，这些保护装置目前无法用作民用。
外侧的轨道最初仅配备高站台。而内侧轨道由于原有一条有轨电车线路终到，因此设有扁平站台，并可在未来作升高。当有轨电车64号线停运后，内侧站台于1997年的一个周末进行了加高。但站台有三分之一的长度保持了初始高度，以允许有轨电车继续通行。这是可行的，因为站台长度约有100米，而当地所使用的多单元控制有轨电车B型车仅为60米长。
在城铁隧道于1975年开业至火车总站地铁站于1979年落成之间，城铁线路都会在火车总站旁的一座单线临时车站终到，其轨道设施位于当今火车总站的中央巴士站下方。当通往科隆的城铁（16号线）投入试运行后，该设施经常成为整个路网延误的原因。由地铁站所持有的复线调头设施位于中央巴士站的南侧下方，这是波恩地铁的最低点。